# Projekt Revolution
Projekt Revolution foi um festival de música organizado pelo Linkin Park, reunindo artistas de diversos gêneros musicais. O Linkin Park iniciou o Projekt Revolution no ano de 2002 com apenas um palco. Em 2004, anunciaram o Revolution Stage (Segundo Palco), onde bandas e artistas de menor porte se apresentariam.

## 2002
Em 2002, surgiu a ideia para o Linkin Park planejar a série de turnês Projekt Revolution, e a série teve início naquele ano. Eles a conceberam como uma mistura de festival, concerto e turnê nacional. Essa foi a primeira edição da série de turnês. Nesta edição, o Linkin Park estava promovendo o seu álbum de estreia, Hybrid Theory. Também foi uma das mais curtas da série Projekt Revolution.
- Palco principal
  - Linkin Park
  - Cypress Hill
  - Adema
  - DJ Z-Trip

Setlist
1. "With You"
2. "Runaway"
3. "[[|Papercut]]"
4. "Points of Authority"
5. "Step Up"
6. "Pushing Me Away"
7. "And One"
8. "In the End"
9. "A Place for My Head"
10. "Forgotten"
11. "It's Goin' Down" (Cover de X-Ecutioners)
12. "Crawling"

Encore
1. "My December"
2. "By Myself"
3. "My Own Summer (Shove It)"(Cover de Deftones)
4. "[[|One Step Closer]]"

## 2003
- Linkin Park
- Mudvayne
- Xzibit
- Blindside

## 2004
A partir de 2004, a turnê apresentou dois estágios, o primeiro estágio (principal) e o Estágio Revolução (secundário). Também neste ano teve menos artistas de hip hop.
Estágio Principal
- Linkin Park
- Korn
- Snoop Dogg
- The Used
- Less Than Jake

Estágio Revolução
- Ghostface Killah
- Funeral for a Friend
- Downset
- M.O.P.
- Mike V. and The Rats
- Instruction
- No Warning
- Autopilot Off

## 2007

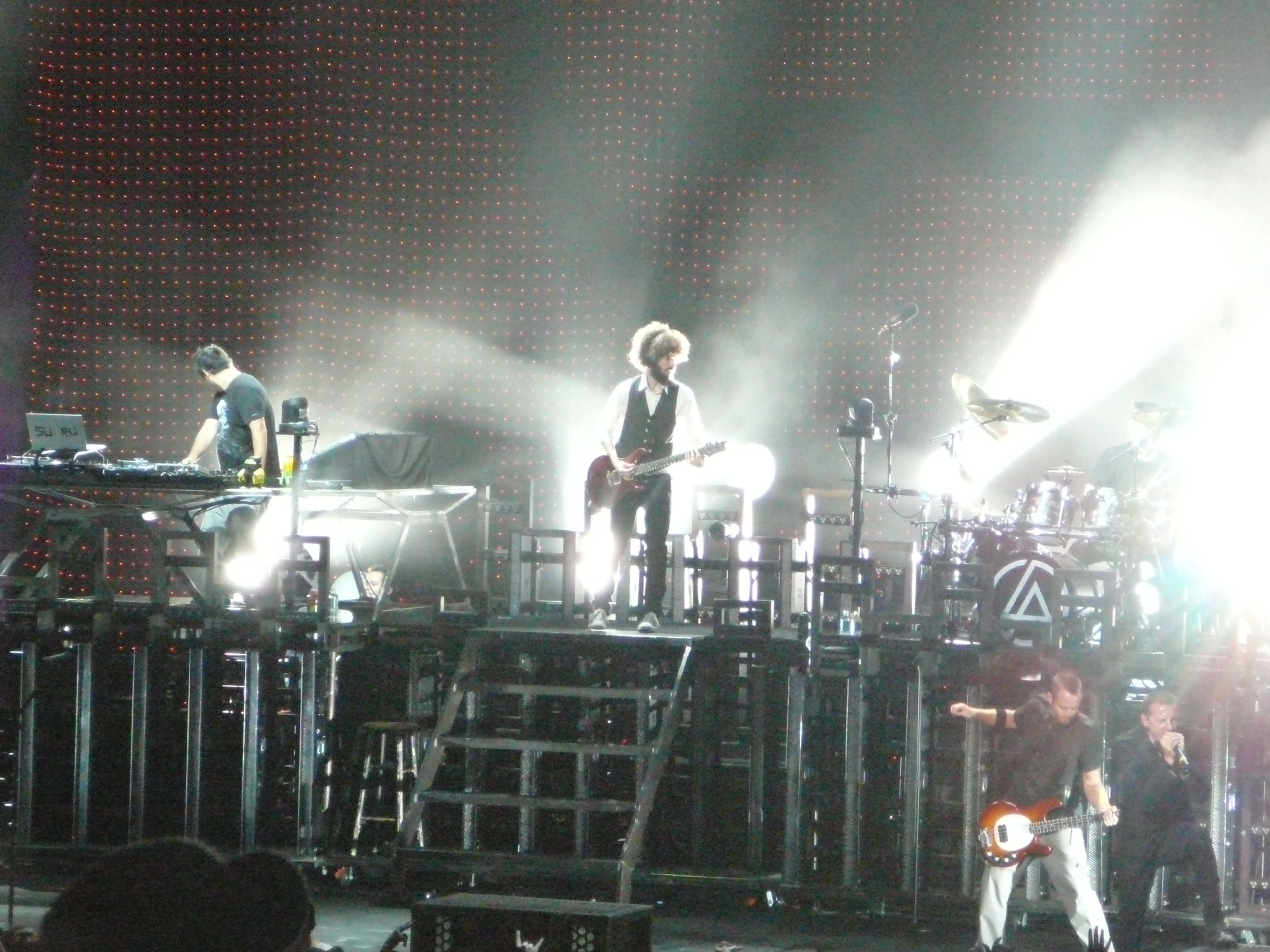
Linkin Park no Projekt Revolution de 2007.

Estágio Principal
- Linkin Park
- My Chemical Romance
- Taking Back Sunday
- HIM
- Placebo
- Julien-K

Estágio Revolução
- Mindless Self Indulgence
- Saosin
- The Bled
- Styles of Beyond
- Madina Lake

## 2008

### Europa
21 de Junho, 2008 - Reitstadion Riem, Munique, Alemanha
- Linkin Park
- HIM
- N.E.R.D
- The Used
- The Blackout
- Julien-K

27 de Junho, 2008 - Waldbühne, Berlin, Alemanha
- Linkin Park
- HIM
- N.E.R.D

28 de Junho, 2008 - LTU Arena, Düsseldorf, Alemanha
- Linkin Park
- HIM
- N.E.R.D
- The Used
- The Bravery
- InnerPartySystem

29 de Junho, 2008 - National Bowl, Milton Keynes, Inglaterra
- Linkin Park
- Jay-Z
- Pendulum
- N.E.R.D
- Enter Shikari
- The Bravery
- InnerPartySystem

### Estados Unidos
Estágio Principal
- Linkin Park
- Chris Cornell
- Busta Rhymes
- The Bravery
- Ashes Divide
- Street Drum Corps

Estágio Revolução
- Atreyu
- 10 Years
- Hawthorne Heights
- Armor for Sleep